# ماكسيمو غوميز
ماكسيمو غوميز (بالإنجليزية: Máximo Gómez)‏، هو ضابط وسياسي دومينيكاني، ولد في 18 نوفمبر 1836 في باني في جمهورية الدومينيكان، وتوفي في 17 يونيو 1905 في هافانا في كوبا.

## وصلات خارجية
- ماكسيمو غوميز على موقع الموسوعة البريطانية (الإنجليزية)
- ماكسيمو غوميز على موقع الموسوعة البريطانية (الإنجليزية)